# ارنالدو (بازیکن فوتبال، زاده ۱۸۹۴)
ارنالدو (انگلیسی: Arnaldo; ۶ اوت ۱۸۹۴ – ۲۴ ژوئن ۱۹۸۰) بازیکن فوتبال اهل برزیل بود.
از باشگاه‌هایی که در آن بازی کرده‌است می‌توان به باشگاه فوتبال سانتوس اشاره کرد.
وی همچنین در تیم ملی فوتبال برزیل بازی کرده‌است.